# Nokia Lumia 525
Nokia Lumia 525 — смартфон, разработанный компанией Nokia, работающий под управлением операционной системы Windows Phone 8. Поступил в продажу 20 января 2014 года.

## Внешний вид
Задняя крышка съёмная, выполнена из поликарбоната, отшлифованного до глянцевого блеска. Доступен в 3-х цветах: оранжевый, белый и жёлтый. Также в комплекте поставки имеется матовая чёрная задняя панель.

## Характеристики
Смартфон укомплектован съёмной аккумуляторной батареей BL-5J ёмкостью 1430 мАч. Время разговора — 16.9 ч. Время ожидания — 336 ч. Время работы в режиме прослушивания музыки — 48 ч. Имеет 4-дюймовый IPS WVGA-экран, 5 Мп камеру без вспышки, расширяемую память, двухъядерный процессор Qualcomm S4.

## Операционная система
Nokia Lumia 525 работает под управлением операционной системы Windows Phone 8 с фирменной надстройкой от производителя Lumia Black. Как и все остальные телефоны Lumia, модель 525 продается с предустановленными эксклюзивными приложениями Nokia. Для смартфона доступно обновление до Windows Phone 8.1 и Lumia Cyan.

## Основные отличия Nokia Lumia 525 от Lumia 520
Главным отличием моделей является наличие 1 гигабайта оперативной памяти по сравнению с предшественником. Также в этом смартфоне присутствует FM-радио. Внешне смартфоны абсолютно идентичны, за исключением задней глянцевой панели на Lumia 525.